# クロスモール

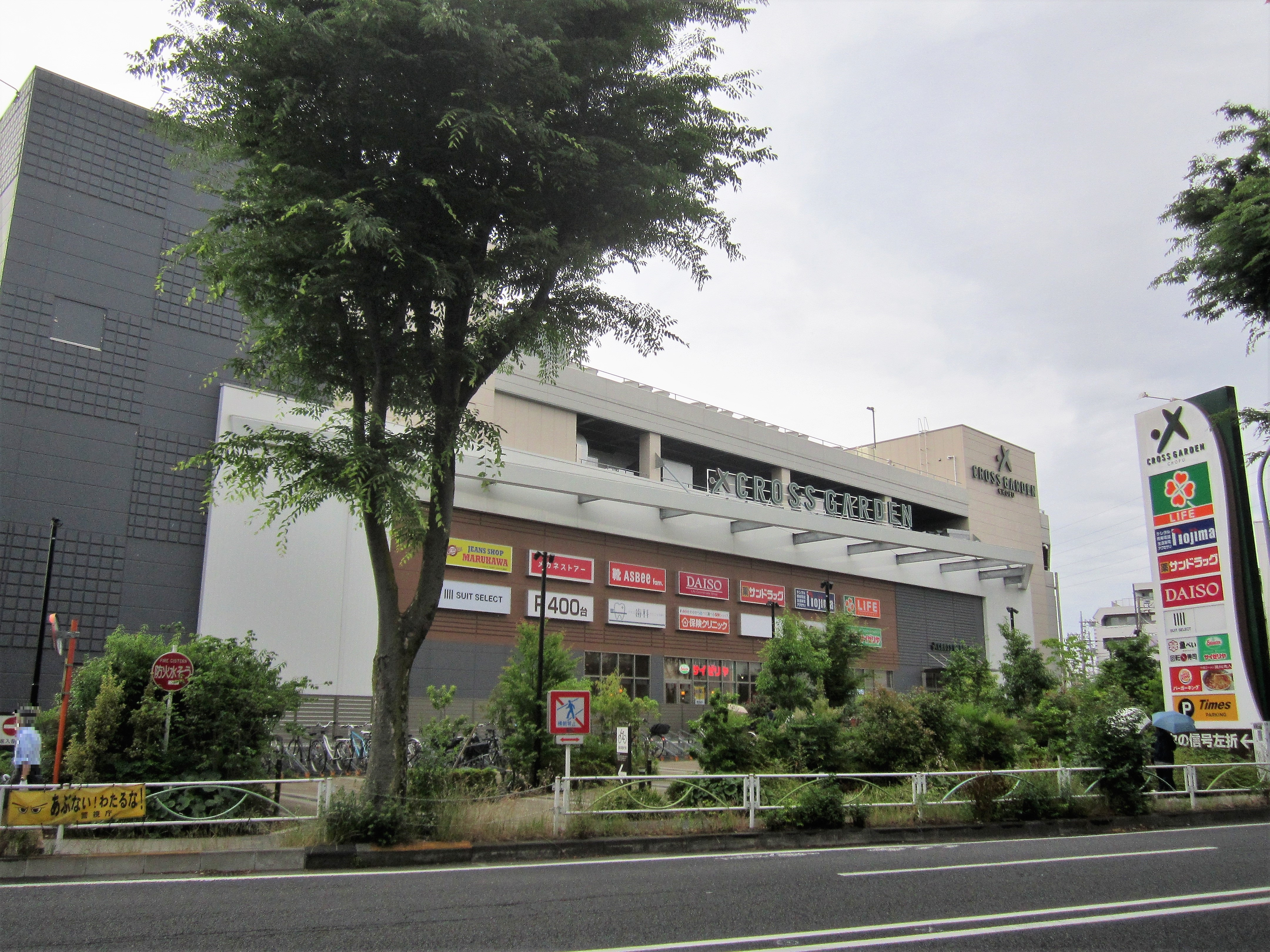
クロスガーデン調布
（現：キテラタウン調布、東京都調布市）

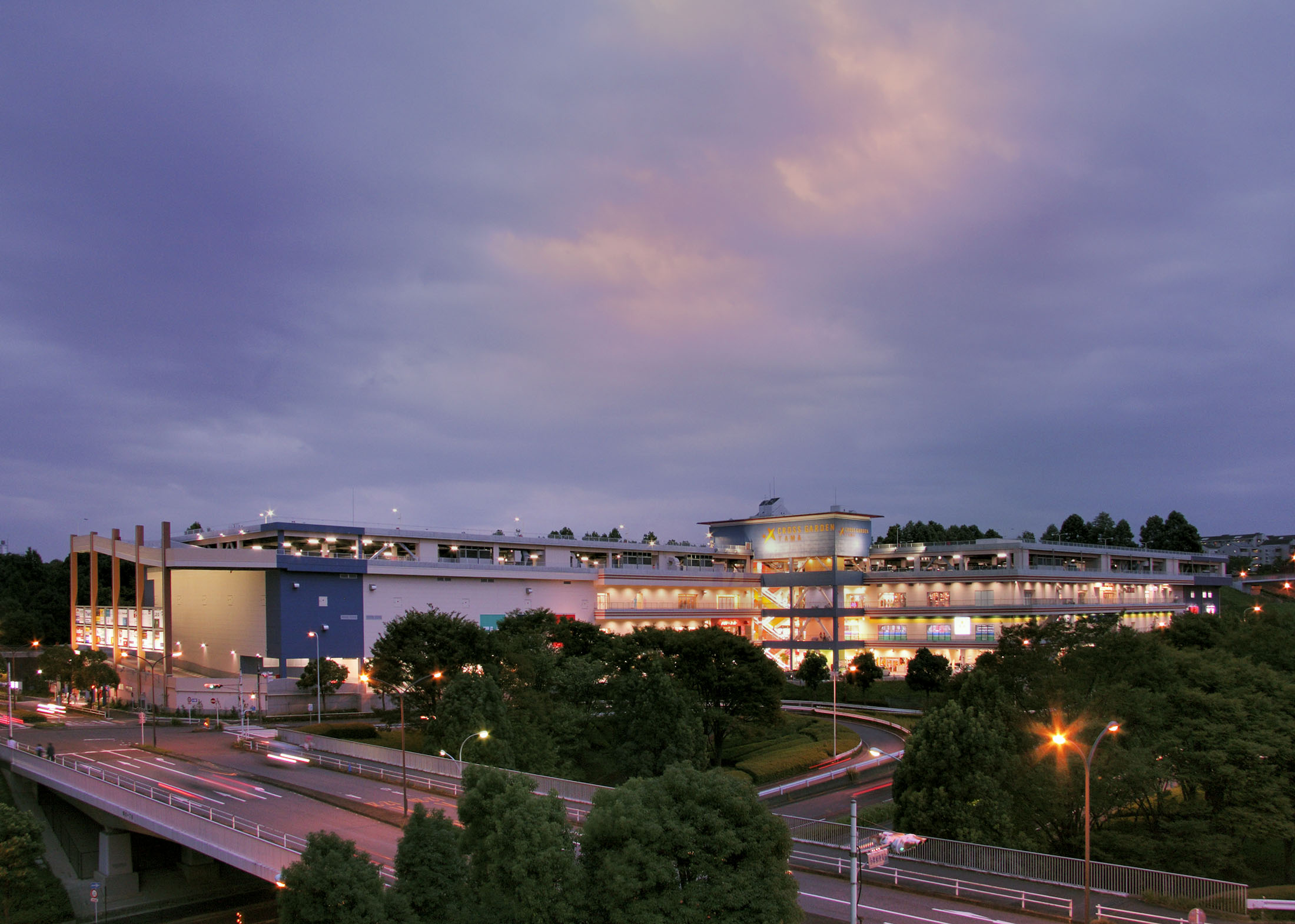
クロスガーデン多摩（東京都多摩市）

クロスモール (CROSS MALL) は、オリックスグループが開発・運営するショッピングモールの店舗ブランド名である。2022年現在、オリックス不動産が「クロスモール」「クロスガーデン (CROSS GARDEN) 」「クロスゲート (CROSS GATE) 」の店舗ブランドでショッピングモールを開発・運営している。
施設の中には、他の企業へ運営管理を委託しているものや、開業後に施設名が変更されたものもある。

## 概要
食品スーパーやホームセンターを核店舗として、100円ショップやドラッグストアなど生活密着型の店舗と飲食店数店舗を入居させた、あまり規模の大きくないネイバー型ショッピングセンター (NSC) をロードサイドに出店している施設が多い。
オリックス株式会社は「クロス (cross) 」の名称の由来について、「ヒトとモノが常に交差・共鳴する場」を意味すると説明している。なお同社の分譲マンションやビルの物件にも「クロス」を冠するブランドが多い。
元は「クロスモール」は、大阪府堺市南区に設けたオープンモール形式の複合施設（現：アクロスモール泉北）の施設名であった。アクロスモール泉北の改称後は、「クロスモール」はオリックスグループの店舗ブランド名として使用されることとなった。
そのほかにも、オリックスと同じく大阪市に本社を置く大和ハウス工業のグループ企業に移管された施設や、逆に大和ハウスグループのショッピングセンター跡地に出店した施設がある。また、複数の施設をJLLリテールマネジメントへ運営委託・移管している。

## 商業施設一覧

### クロスモール
- クロスモール新発寒（北海道札幌市手稲区）
  - 2017年10月27日、核店舗のマックスバリュ新発寒店、ファッション市場サンキ新発寒店などが先行開業[4]。2018年春、全館グランドオープン[4]。
- クロスモール佐世保（長崎県佐世保市）
  - 開業日不明。所在地は長崎県佐世保市大和町978-6。
  - ダイソー佐世保大和店、釣具店、スポーツ用品店などが出店。
  - 2018年9月4日、お好み焼きレストラン「どんどん亭」佐世保大和町店が出店[5]。
- クロスモール豊川（愛知県豊川市）[2]
  - 2018年3月28日開業[6][7][8]。核店舗DCM（旧・DCMカーマ）豊川正岡店[6][9]。アクロス豊川の跡地に建設。
- クロスモール富田林（大阪府富田林市）
  - 2019年2月28日、核店舗のケーズデンキクロスモール富田林店が先行開業[10]。
  - 同年3月15日、ユニクロとGU、南河内地区では初出店となるスターバックスコーヒーが開業[10][11]。
  - 同年8月5日、スーパーセンタートライアル富田林店がクロスモール富田林の向かいに出店した[12]。
- クロスモール豊田陣中（愛知県豊田市）[2]
  - 2019年10月11日開業[13][14][15][16]。核店舗はヤマナカ豊田陣中店[13][17]。
- クロスモール新琴似（北海道札幌市北区）
  - 北海道ではクロスガーデン手稲前田、クロスモール新発寒に続く出店となる。
  - 2019年11月22日、コープさっぽろしんことに店が先行開業[18][19]。コープさっぽろ新琴似南店の老朽化による移転改築店舗[18][19]。
  - 2020年3月14日にダイソー[19]、同年3月18日にファッション市場サンキなど[19]、同年4月1日にメガネサロンルックが開業し、全8店舗がオープン[19]。
- クロスモール平岸（北海道札幌市豊平区）
  - 自衛隊札幌病院の旧施設（豊平駐屯地）閉鎖後の跡地開発「札幌リードタウン平岸ベース」（積水化学工業・長谷工不動産が開発）における、商業施設部分の開発をオリックス不動産が受け持つもの[20]。
  - 2021年11月6日にダイイチ平岸店が開店[21]、同年11月25日にケーズデンキ平岸店[22]と魚べい平岸店[23]が開店した。

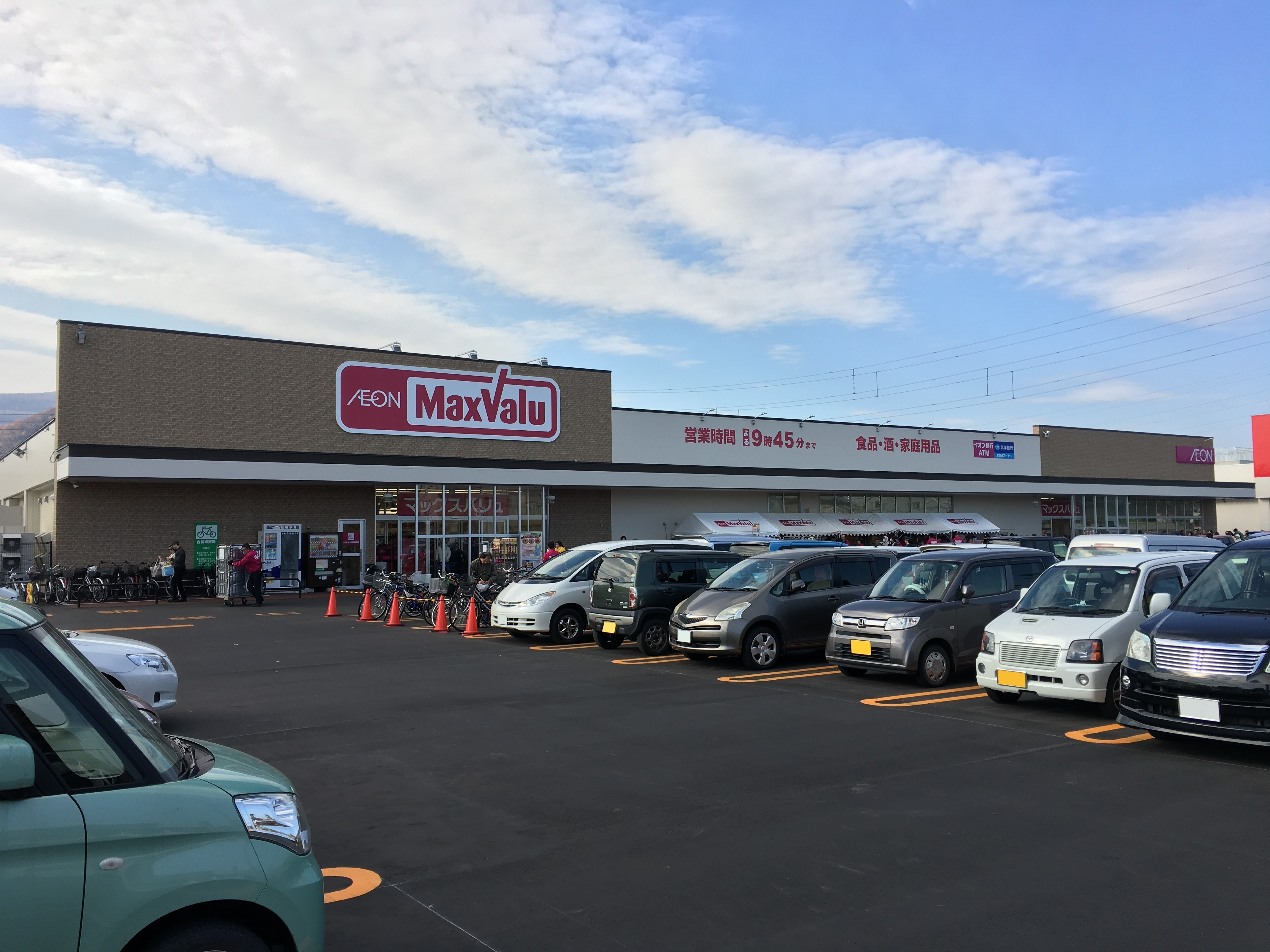
クロスモール新発寒
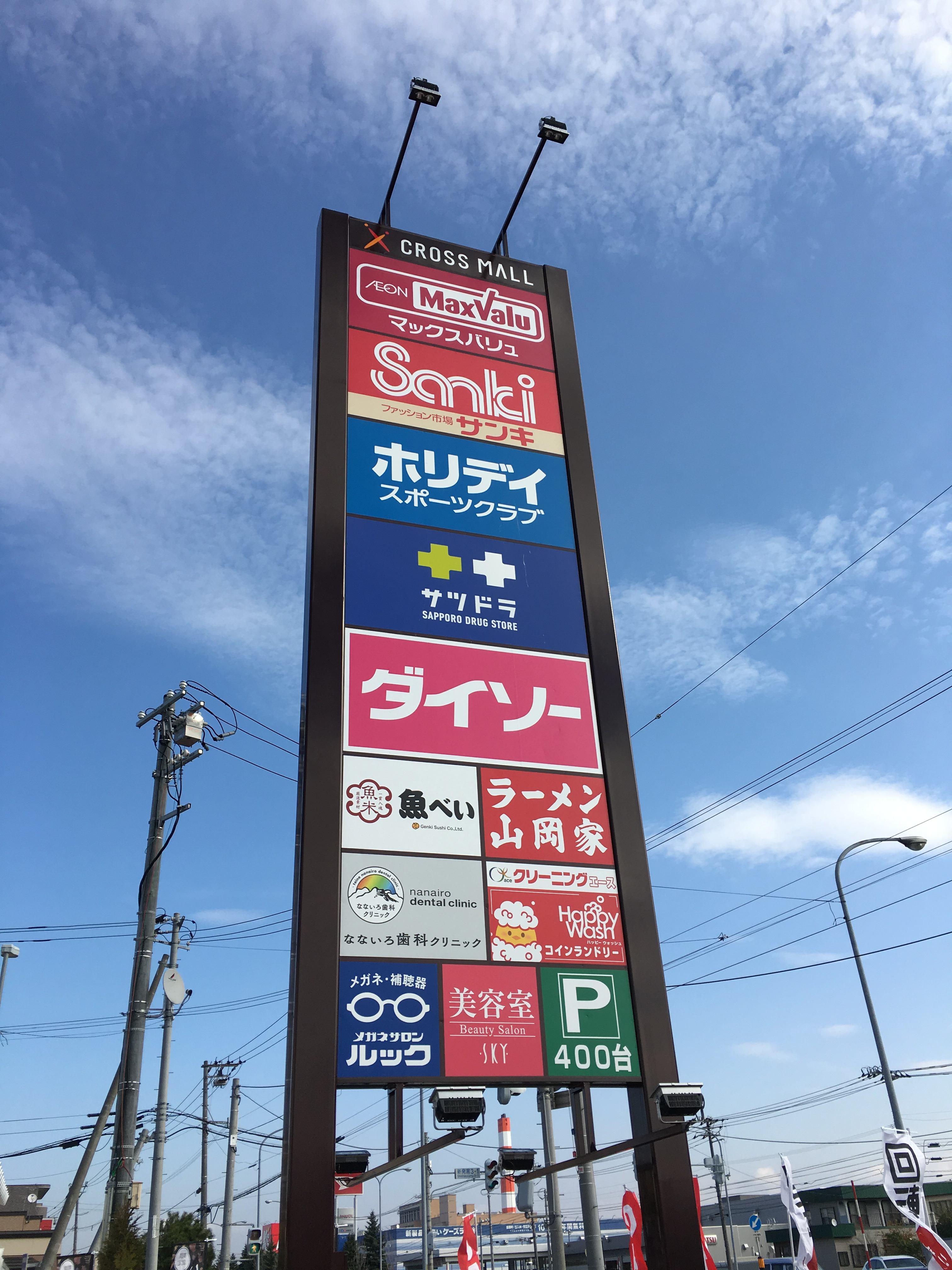
クロスモール新発寒の看板

### クロスガーデン
- クロスガーデン多摩（東京都多摩市）[24]
  - 2008年4月25日開業[25]。核店舗はヤマダ電機→ノジマ。
  - 株式会社関東建創（本社：高崎市[26]）が運営[27]。
- クロスガーデン川崎（神奈川県川崎市幸区）[2][28]
  - 2011年3月23日開業[29]。レンゴー川崎工場の跡地に建設[29]。核店舗はヤマダ電機[28][30]、サミットストア[28][31]
  - 2021年1月17日、サミットストア クロスガーデン川崎店が閉店[32][33][34]。
- クロスガーデン手稲前田（北海道札幌市手稲区）
  - 2011年9月23日グランドオープン[35][36][37]。核店舗はフードD[36][38]。
- クロスガーデン筥崎宮前（福岡県福岡市）
  - 2013年10月3日開業[39]。太陽家具百貨店東福岡店の跡地に建設[39]。核店舗はマックスバリュ筥崎宮前店[39][40]。その他、しまむら[41]、ドラッグイレブン（ツルハグループ）[42]などが出店。

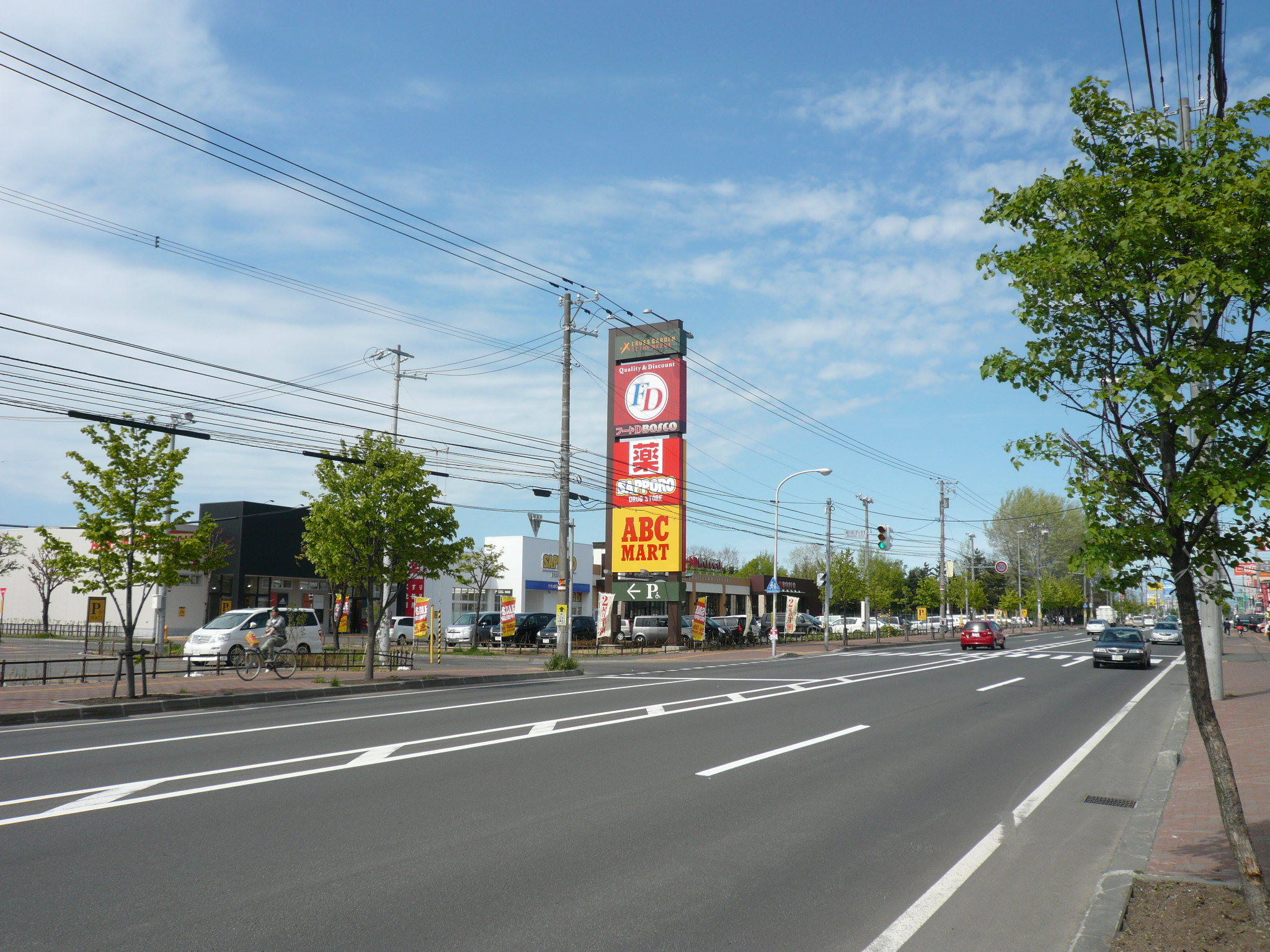
クロスガーデン手稲前田
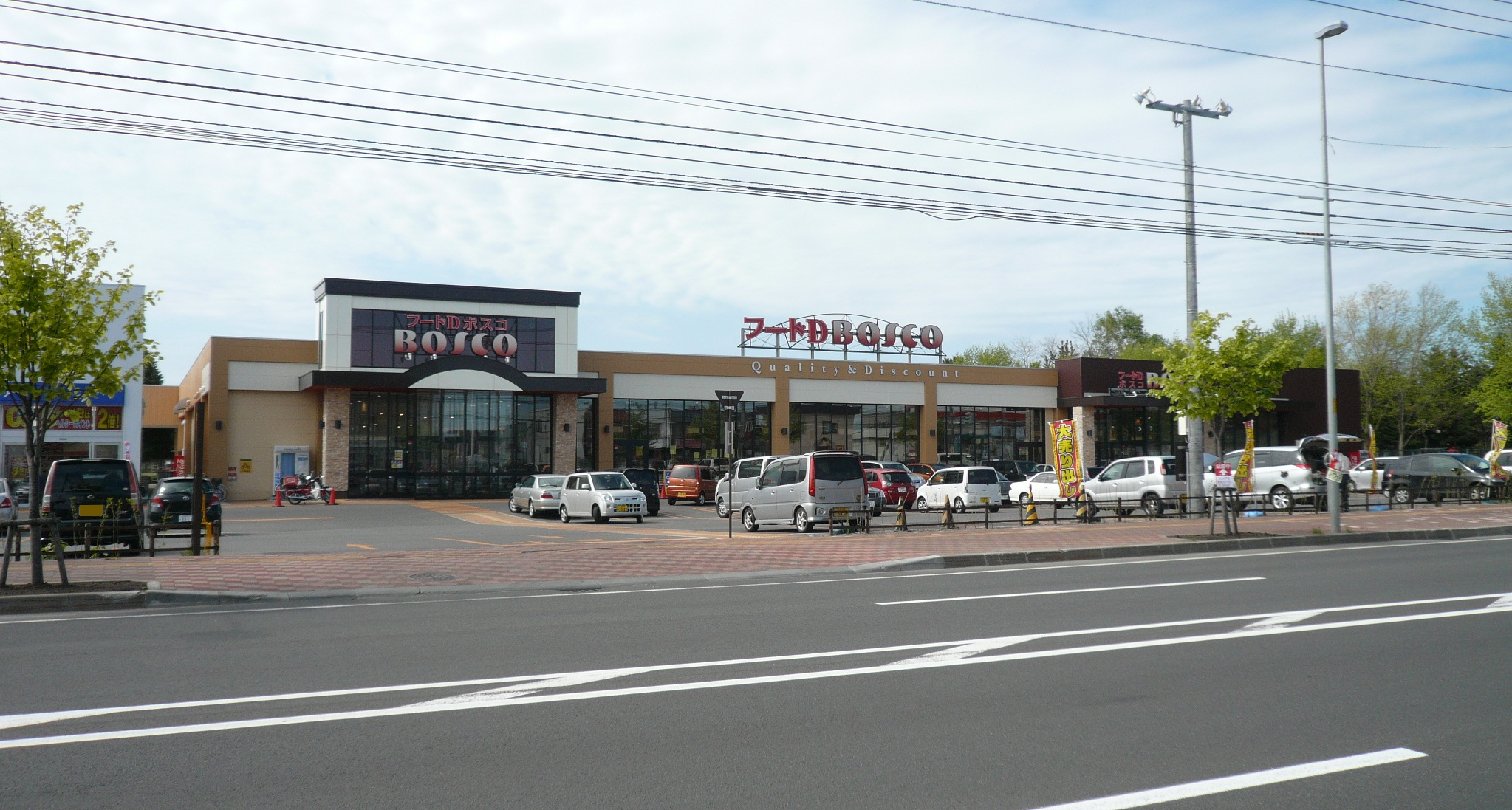
クロスガーデン手稲前田 核店舗のフードD BOSCO店
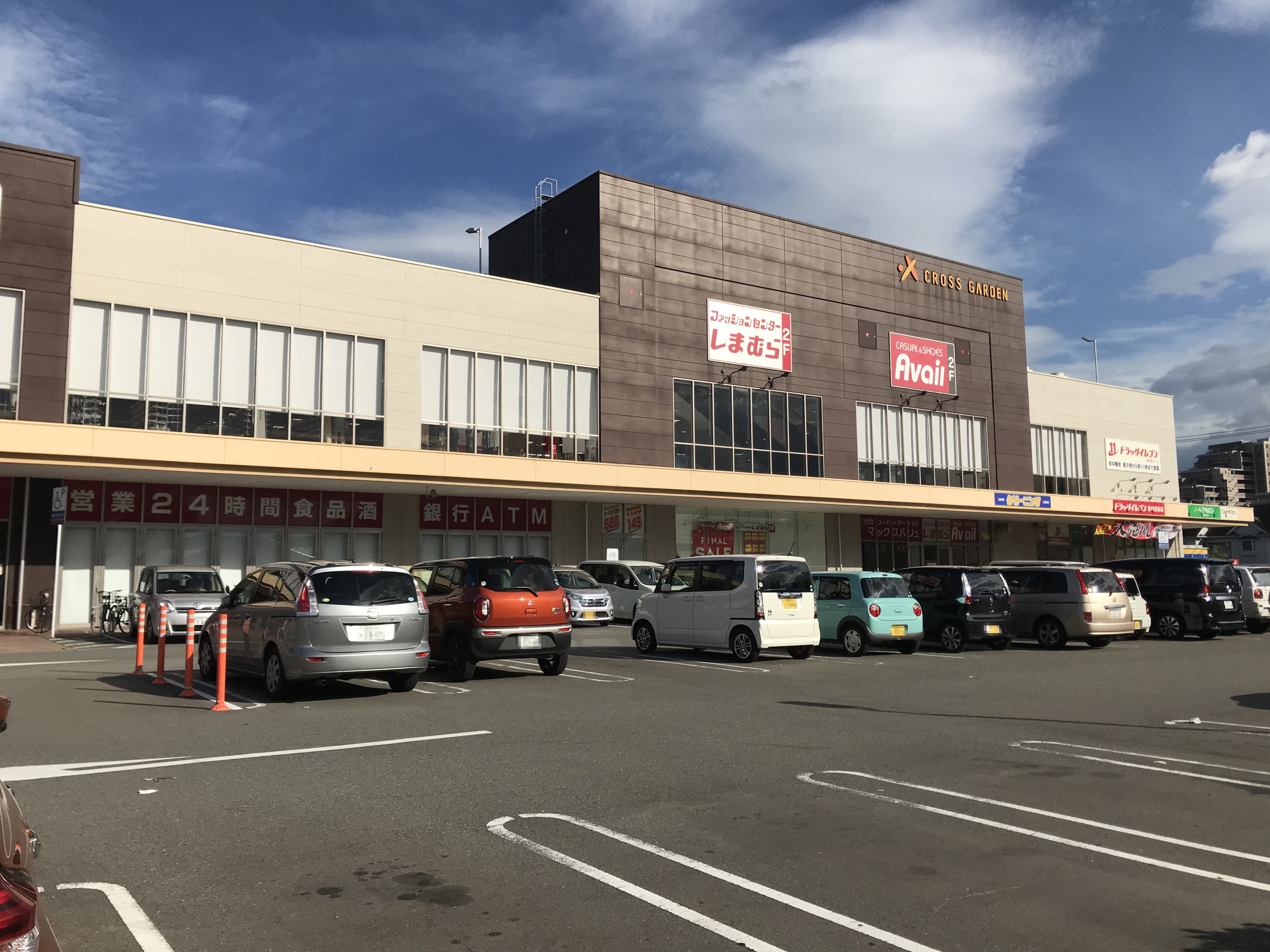
クロスガーデン筥崎宮前

### クロスゲート
- クロスゲート金沢（石川県金沢市）[2][43][44]
  - 2020年8月1日開業[45][46][47][48][49]。金沢駅西口（金沢港口）に開業した、ホテルや店舗などで構成される大型複合商業施設[50][51][52][53][54][55]。
  - 開業に先立ち、2020年5月よりJLLモールマネジメント（当時、現：JLLリテールマネジメント）に運営委託[56]。

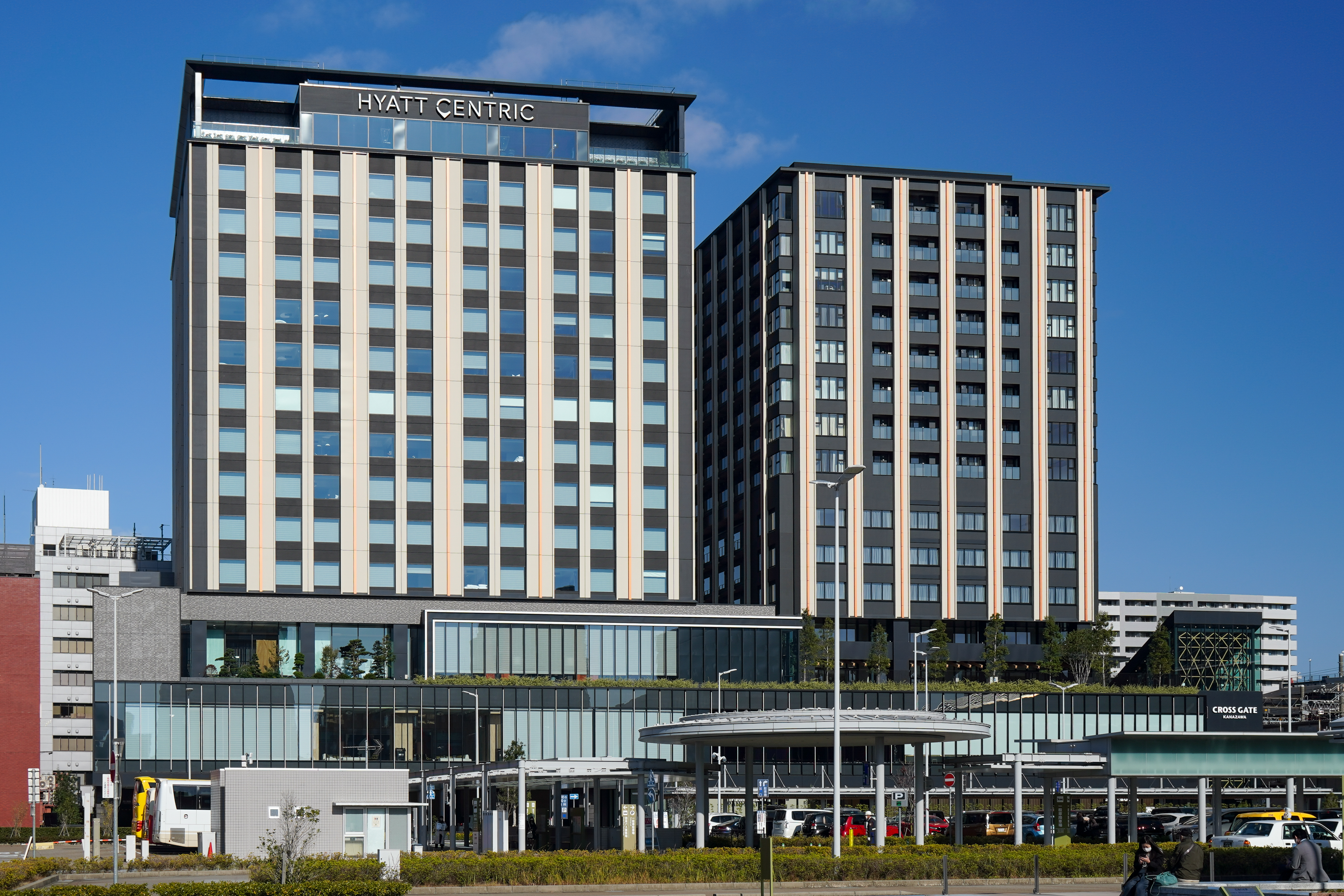
クロスゲート金沢

### 過去の施設
改称もしくは閉鎖した施設を示す。
- クロスガーデン前橋（群馬県前橋市、現：ガーデン前橋）[57]
  - 2009年4月24日「クロスガーデン前橋」として開業[58]。核店舗はカスミ（2021年1月10日閉店）。
  - 株式会社関東建創が運営[27]。2011年11月1日「ガーデン前橋」に名称変更[59]。
- クロスモール（大阪府堺市、現：アクロスモール泉北）
  - 1999年3月、オリックス・インテリアが「原山台アベニュー」として開業。2009年（平成21年）4月に「クロスモール」へ改称[3]。
  - 2018年12月7日に敷地を大和リート投資法人（大和ハウス工業グループ）が取得[60]。2019年4月1日に運営が大和情報サービスへ移管され「アクロスモール泉北」に改称。
- クロスモール清武（宮崎県宮崎市清武町、現：ベアーズモール清武）
  - 2010年11月18日開業[61][62]。核店舗はマックスバリュ清武店、ホームプラザナフコ清武店。
  - 施設所有者が植松商事（本社・宮崎市）へ変更されたことに伴い2020年12月15日に施設名を「クロモ清武」に変更し[63]、2023年12月1日に「ベアーズモール清武」へと再度変更された[64][65]。
- クロスモール大分（大分県大分市、現：コムボックス大分）
  - 開業日不明。所在地は大分県大分市宮崎696-1。
  - 2016年11月18日、ソフトバンククロスモール大分がオープン（ソフトバンク光吉からの移転開業）[66]。
  - 現在はダイワロイヤル株式会社のショッピングセンター「コムボックス大分」となっている[67]。
- クロスガーデン調布（東京都調布市、現：キテラタウン調布）[68]
  - 2017年4月28日、オリックスが「クロスガーデン調布」として開業[1][69][70][71]。核店舗はライフ[72][73]、ノジマ。
  - 2019年12月よりJLLモールマネジメント（当時）に運営委託していた[74]。運営主体がJLLモールマネジメントへ移ったことから、2020年6月19日「キテラタウン調布」に名称変更[75][76][77][78]。

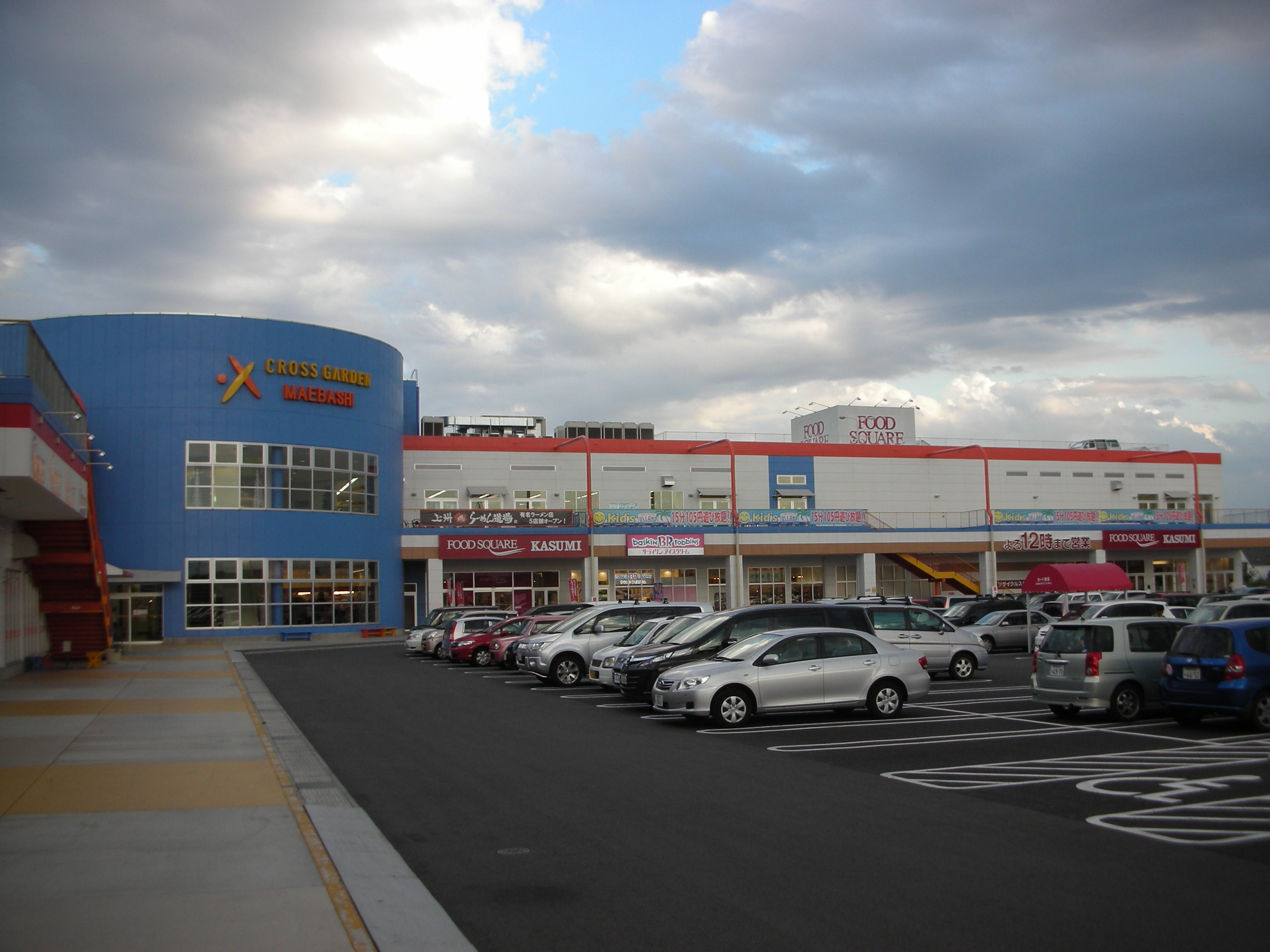
クロスガーデン前橋
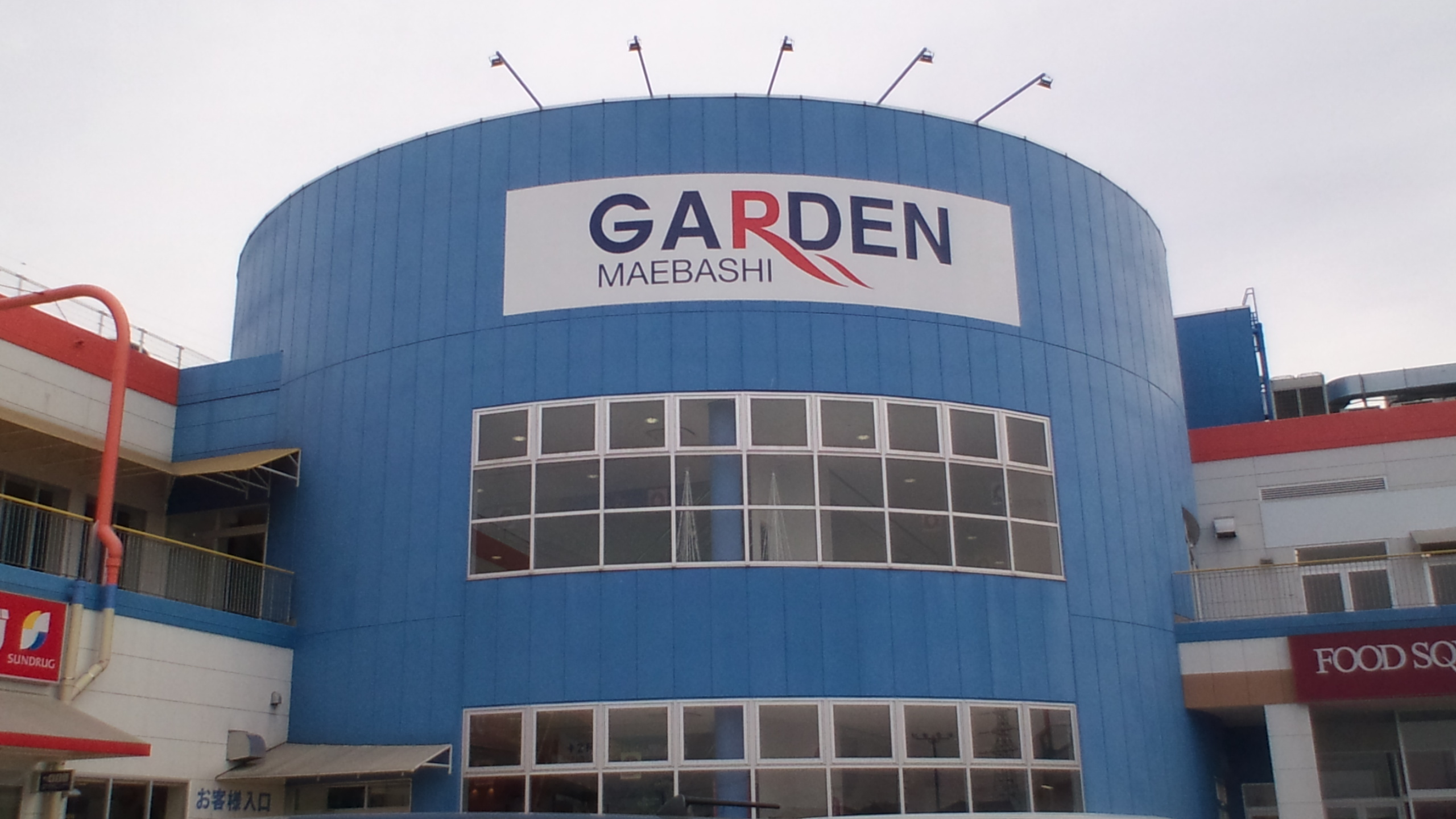
ガーデン前橋へ改称後
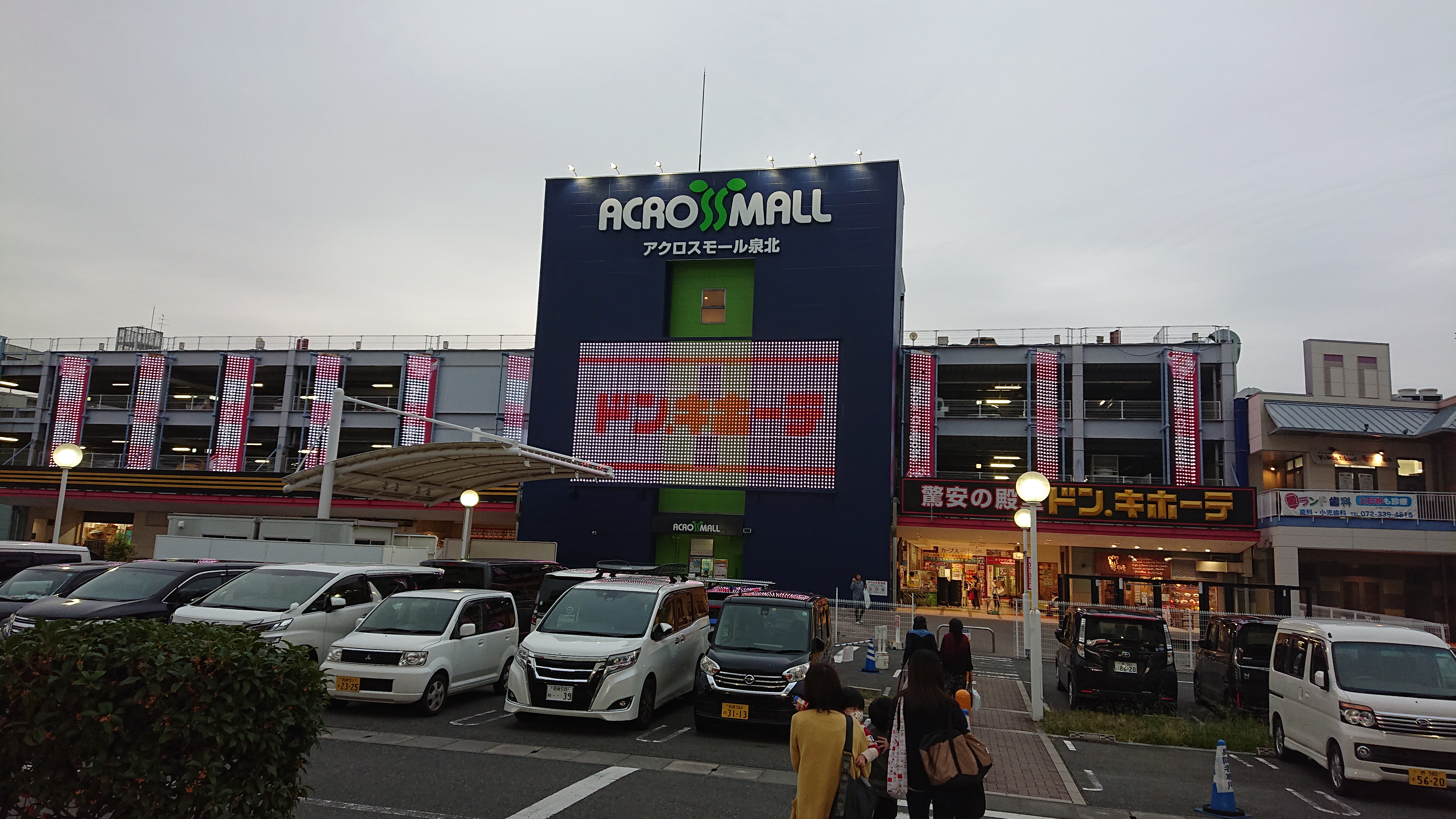
アクロスモール泉北 （旧：クロスモール）
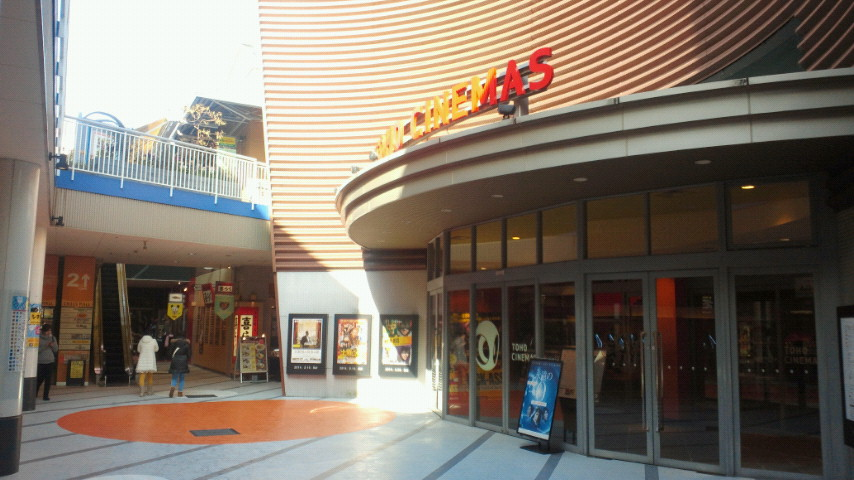
クロスモール時代 TOHOシネマズ泉北前